# Касандра (полуостров)
Каса́ндра (греч. Κασσάνδρα), ранее Паллена (др.-греч. Παλλήνη) — полуостров на севере Греции, самый западный из трёх, входящих в более крупный полуостров Халкидики (два других — это Ситония и Айон-Орос). Административно входит в состав одноимённой общины (дима) в периферийной единице Халкидики в периферии Центральной Македонии. Своё название полуостров получил в честь македонского царя Кассандра.
От материковой части отделён Потидейским каналом, прорытым в V веке до н. э. в наиболее узкой части перешейка к северу от древнего города Потидеи и соединяющим залив Термаикос с заливом Касандрой. Поверхность возвышенная, максимальная высота — 353 м.
На полуострове развит туризм (имеются пляжи с голубым флагом, отельные комплексы), сельское хозяйство.